# Convocazioni alla Volleyball Nations League maschile 2023
Elenco dei giocatori convocati per la Volleyball Nations League 2023.

## Argentina
| N° | Nome             | Ruolo | Data di nascita   | Squadra            |
| -- | ---------------- | ----- | ----------------- | ------------------ |
| -  | Marcelo Méndez   | All   | 20 giugno 1964    | Jastrzębski Węgiel |
| 1  | Matías Sánchez   | P     | 20 settembre 1996 | Ślepsk Suwałki     |
| 3  | Jan Martínez     | S     | 28 gennaio 1998   | Trefl Gdańsk       |
| 4  | Joaquín Gallego  | C     | 21 novembre 1996  | Sporting Lisbona   |
| 7  | Luciano Palonsky | S     | 8 luglio 1999     | Tours              |
| 8  | Agustín Loser    | C     | 12 ottobre 1997   | Powervolley Milano |
| 9  | Santiago Danani  | L     | 12 dicembre 1995  | Warta Zawiercie    |
| 10 | Mauro Zelayeta   | S     | 3 marzo 2000      | Ciudad             |
| 11 | Manuel Armoa     | S     | 1º dicembre 2002  | UPCN               |
| 12 | Bruno Lima       | O     | 4 febbraio 1996   | Al-Hilal           |
| 15 | Luciano De Cecco | P     | 2 giugno 1988     | Lube               |
| 16 | Pablo Kukartsev  | O     | 25 marzo 1993     | Roeselare          |
| 17 | Luciano Vicentín | S     | 4 aprile 2000     | Friedrichshafen    |
| 18 | Martín Ramos     | C     | 26 agosto 1991    | Guaguas            |
| 22 | Nicolás Zerba    | C     | 13 giugno 1999    | Stal Nysa          |
| 77 | Matías Giraudo   | P     | 13 marzo 1998     | České Budějovice   |

## Brasile
| N° | Nome                 | Ruolo | Data di nascita  | Squadra            |
| -- | -------------------- | ----- | ---------------- | ------------------ |
| -  | Renan Dal Zotto      | All   | 19 luglio 1960   | -                  |
| 1  | Bruno de Rezende     | P     | 2 luglio 1986    | Modena             |
| 4  | Otávio Pinto         | C     | 27 febbraio 1991 | Sada               |
| 6  | Adriano Cavalcante   | S     | 6 febbraio 2002  | BVC                |
| 7  | Aboubacar Neto       | O     | 16 febbraio 1994 | Tours              |
| 8  | Henrique Honorato    | S     | 18 marzo 1997    | Minas              |
| 9  | Yoandy Leal          | S     | 31 agosto 1988   | You Energy         |
| 13 | Gabriel Vaccari      | S     | 25 dicembre 1996 | Sada               |
| 14 | Fernando Kreling     | P     | 13 gennaio 1996  | Milano             |
| 15 | Maique Nascimento    | L     | 16 gennaio 1997  | Minas              |
| 16 | Lucas Saatkamp       | C     | 6 marzo 1986     | Sada               |
| 17 | Thales Hoss          | L     | 27 aprile 1989   | Chaumont           |
| 18 | Ricardo Lucarelli    | S     | 14 febbraio 1992 | You Energy         |
| 19 | Felipe Roque         | O     | 19 maggio 1997   | BVC                |
| 20 | Arthur Bento         | S     | 8 giugno 2004    | Minas              |
| 21 | Alan de Souza        | O     | 21 marzo 1994    | APAN               |
| 23 | Flávio Gualberto     | C     | 22 aprile 1993   | Sir Safety Perugia |
| 27 | Thiery do Nascimento | C     | 2 giugno 2003    | Sesi               |
| 30 | Judson da Cunha      | C     | 5 dicembre 1998  | Suzano             |

## Bulgaria
| N° | Nome                | Ruolo | Data di nascita   | Squadra               |
| -- | ------------------- | ----- | ----------------- | --------------------- |
| -  | Plamen Konstantinov | All   | 14 giugno 1973    | Lokomotiv Novosibirsk |
| 1  | Georgi Bratoev      | P     | 21 ottobre 1987   | Deja                  |
| 3  | Nikolaj Kolev       | C     | 16 dicembre 1997  | Narbonne              |
| 4  | Martin Atanasov     | S     | 27 settembre 1996 | Ziraat Bankası        |
| 5  | Svetoslav Gocev     | C     | 31 agosto 1990    | Levski Sofia          |
| 8  | Asparuh Asparuhov   | S     | 28 luglio 2000    | Padova                |
| 9  | Georgi Seganov      | P     | 10 giugno 1993    | Katowice              |
| 10 | Denis Karjagin      | S     | 28 settembre 2002 | Spacer's Toulouse     |
| 11 | Aleks Grozdanov     | C     | 28 marzo 1998     | Verona                |
| 12 | Dimităr Dimitrov    | O     | 12 novembre 2000  | CSKA Sofia            |
| 13 | Teodor Salparov     | L     | 16 agosto 1982    | Hebăr                 |
| 14 | Martin Bozhilov     | L     | 11 aprile 1988    | Montana               |
| 15 | Delcho Raev         | P     | 11 maggio 1990    | CSKA Sofia            |
| 17 | Nikolaj Penčev      | S     | 22 maggio 1992    | Epicentr-Podoljany    |
| 18 | Svetoslav Ivanov    | S     | 10 luglio 2000    | Cizre                 |
| 20 | Valentin Bratoev    | S     | 21 ottobre 1987   | Deja                  |
| 21 | Simeon Dobrev       | L     | 15 aprile 2001    | Neftohimik            |
| 23 | Aleksandăr Nikolov  | S     | 30 novembre 2003  | Lube                  |
| 24 | Ilija Petkov        | C     | 10 ottobre 1996   | Hebăr                 |

## Canada
| N° | Nome             | Ruolo | Data di nascita   | Squadra         |
| -- | ---------------- | ----- | ----------------- | --------------- |
| -  | Tuomas Sammelvuo | All   | 6 dicembre 1976   | ZAKSA           |
| 1  | Pearson Eshenko  | C     | 16 ottobre 1997   | Lüneburg        |
| 2  | Luke Herr        | P     | 18 luglio 1994    | Milōn           |
| 4  | Nicholas Hoag    | S     | 19 agosto 1992    | Arkas           |
| 5  | Brodie Hofer     | S     | 27 aprile 2000    | Trinity Western |
| 6  | Danny Demyanenko | C     | 13 luglio 1994    | Montpellier     |
| 7  | Stephen Maar     | S     | 6 dicembre 1994   | Milano          |
| 8  | Brett Walsh      | P     | 19 febbraio 1994  | PAOK            |
| 9  | Jay Blankenau    | P     | 27 settembre 1989 | Tourcoing       |
| 10 | Ryan Sclater     | O     | 10 febbraio 1994  | Al-Jazira       |
| 12 | Lucas Van Berkel | C     | 29 novembre 1991  | Tourcoing       |
| 13 | Samuel Cooper    | S     | 17 giugno 2001    | McMaster        |
| 14 | Arthur Szwarc    | O     | 30 marzo 1995     | Milano          |
| 16 | Jordan Schnitzer | C     | 28 luglio 1999    | Lüneburg        |
| 18 | Justin Lui       | L     | 8 maggio 2000     | Stanford        |
| 97 | Landon Currie    | L     | 16 ottobre 1999   | Alberta         |
| 99 | Mathias Elser    | S     | 3 giugno 2001     | Trinity Western |

## Cina
| N° | Nome          | Ruolo | Data di nascita   | Squadra               |
| -- | ------------- | ----- | ----------------- | --------------------- |
| -  | Wu Sheng      | All   | 1º gennaio 1966   | -                     |
| 1  | Wang Dongchen | C     | 1º giugno 2000    | WolfDogs Nagoya       |
| 2  | Jiang Chuan   | O     | 9 agosto 1994     | JT Thunders Hiroshima |
| 3  | Wang Hebin    | P     | 27 giugno 1999    | Guangdong             |
| 5  | Yang Yiming   | L     | 29 settembre 1999 | Zhejiang              |
| 6  | Yu Yuantai    | S     | 3 dicembre 1997   | Al-Arabi              |
| 8  | Guo Cheng     | P     | 12 novembre 1995  | Shanghai              |
| 9  | Li Yongzhen   | C     | 7 agosto 1998     | Zhejiang              |
| 10 | Liu Meng      | P     | 11 febbraio 1995  | Atıraw                |
| 11 | Chen Jiajie   | L     | 17 settembre 1995 | Guangdong             |
| 14 | Zhai Dejun    | S     | 2 gennaio 2000    | Shandong              |
| 15 | Peng Shikun   | C     | 26 agosto 2000    | Suntory Sunbirds      |
| 16 | Qu Zongshuai  | L     | 20 gennaio 1999   | Shanghai              |
| 18 | Chen Leiyang  | P     | 7 gennaio 1999    | Zhejiang              |
| 19 | Zhang Guanhua | O     | 10 luglio 1997    | Zhejiang              |
| 20 | Rao Shuhan    | C     | 23 dicembre 1996  | JTEKT Stings          |
| 22 | Zhang Jingyin | S     | 20 dicembre 1999  | Trefl Gdańsk          |
| 23 | Wang Bin      | S     | 23 giugno 2001    | Zhejiang              |

## Cuba
| N° | Nome               | Ruolo | Data di nascita  | Squadra                |
| -- | ------------------ | ----- | ---------------- | ---------------------- |
| -  | Nicolás Vives      | All   | 24 aprile 1970   | Template:Volley Lavani |
| 1  | José Massó         | O     | 2 dicembre 1997  | Sporting Lisbona       |
| 2  | Osniel Melgarejo   | S     | 18 dicembre 1997 | Powervolley Milano     |
| 5  | Javier Concepción  | C     | 27 dicembre 1997 | Stade Poitevin         |
| 6  | Christian Thondike | P     | 28 maggio 2001   | Dinamo Bucarest        |
| 7  | Yonder García      | L     | 26 febbraio 1993 | Al-Ahly                |
| 10 | Miguel Gutiérrez   | O     | 21 febbraio 1997 | Prata                  |
| 11 | Liván Taboada      | P     | 4 ottobre 1998   | Baia Mare              |
| 12 | Jesús Herrera      | O     | 4 aprile 1995    | Sir Safety Perugia     |
| 14 | Adrián Goide       | P     | 26 giugno 1998   | UPIS                   |
| 18 | Miguel Ángel López | S     | 25 marzo 1997    | Sada                   |
| 19 | Endriel Pedroso    | C     | 5 aprile 2002    | Pinar del Río          |
| 22 | José Gutiérrez     | S     | 27 ottobre 2001  | Top Volley Latina      |
| 23 | Marlon Yant        | S     | 23 maggio 2001   | Lube                   |
| 24 | Alain Gourguet     | L     | 28 dicembre 1993 | Santiago de Cuba       |

## Francia
| N° | Nome                  | Ruolo | Data di nascita   | Squadra               |
| -- | --------------------- | ----- | ----------------- | --------------------- |
| -  | Andrea Giani          | All   | 22 aprile 1970    | Modena                |
| 1  | Barthélémy Chinenyeze | C     | 28 febbraio 1998  | Lube                  |
| 2  | Jenia Grebennikov     | L     | 13 agosto 1990    | Zenit San Pietroburgo |
| 3  | Raphaël Corre         | P     | 21 novembre 1989  | Chaumont              |
| 4  | Jean Patry            | O     | 27 dicembre 1996  | Powervolley Milano    |
| 5  | Kellian Motta Paes    | P     | 24 marzo 2002     | Paris                 |
| 6  | Benjamin Toniutti     | P     | 30 ottobre 1989   | Jastrzębski Węgiel    |
| 7  | Kévin Tillie          | S     | 2 novembre 1990   | Projekt Warszawa      |
| 11 | Antoine Brizard       | P     | 22 maggio 1994    | You Energy            |
| 12 | Stéphen Boyer         | O     | 10 aprile 1996    | Jastrzębski Węgiel    |
| 14 | Nicolas Le Goff       | C     | 15 febbraio 1992  | Montpellier           |
| 15 | Médéric Henry         | C     | 20 giugno 1995    | Plessis-Robinson      |
| 16 | Daryl Bultor          | C     | 17 novembre 1995  | Tourcoing             |
| 17 | Trévor Clévenot       | S     | 28 giugno 1994    | Jastrzębski Węgiel    |
| 18 | Antoine Pothron       | S     | 5 marzo 2002      | Spacer's Toulouse     |
| 19 | Yacine Louati         | S     | 4 marzo 1992      | Fenerbahçe            |
| 20 | Benjamin Diez         | L     | 4 aprile 1998     | Tours                 |
| 21 | Théo Faure            | O     | 12 ottobre 1999   | Montpellier           |
| 22 | Luka Bašić            | S     | 29 gennaio 1995   | You Energy            |
| 23 | Timothée Carle        | S     | 30 novembre 1995  | Charlottenburg        |
| 25 | Quentin Jouffroy      | C     | 5 luglio 1993     | Narbonne              |
| 26 | Hilir Henno           | S     | 12 settembre 2003 | UC Irvine             |
| 28 | Thibault Loubeyre     | L     | 16 aprile 2001    | Tourcoing             |
| 29 | Simon Roehrig         | C     | 19 novembre 2000  | Tourcoing             |
| 30 | François Huetz        | C     | 5 giugno 2000     | Nantes                |

## Germania
| N° | Nome             | Ruolo | Data di nascita   | Squadra           |
| -- | ---------------- | ----- | ----------------- | ----------------- |
| -  | Michał Winiarski | All   | 28 settembre 1983 | Warta Zawiercie   |
| 1  | Christian Fromm  | S     | 15 agosto 1990    | Foinikas Syro     |
| 2  | Johannes Tille   | P     | 7 maggio 1997     | Charlottenburg    |
| 3  | Denys Kaliberda  | S     | 24 giugno 1990    | Top Volley Latina |
| 5  | Moritz Reichert  | S     | 15 marzo 1995     | Tourcoing         |
| 6  | Leonard Graven   | L     | 22 aprile 2004    | Herrsching        |
| 11 | Lukas Kampa      | P     | 29 novembre 1986  | Trefl Gdańsk      |
| 12 | Anton Brehme     | C     | 10 agosto 1999    | Charlottenburg    |
| 13 | Ruben Schott     | S     | 8 luglio 1994     | Charlottenburg    |
| 17 | Jan Zimmermann   | P     | 12 febbraio 1993  | Milano            |
| 18 | Florian Krage    | C     | 11 gennaio 1997   | Cuprum Lubin      |
| 19 | Erik Röhrs       | S     | 24 aprile 2001    | Dürener           |
| 20 | Linus Weber      | O     | 1º novembre 1999  | Projekt Warszawa  |
| 21 | Tobias Krick     | C     | 22 ottobre 1998   | Modena            |
| 22 | Tobias Brand     | S     | 9 luglio 1998     | Dürener           |
| 25 | Lukas Maase      | C     | 28 agosto 1998    | Lüneburg          |
| 31 | Yann Böhme       | O     | 2 agosto 1997     | Lüneburg          |
| 45 | Jakob Günthör    | C     | 21 settembre 1995 | Giesen            |

## Giappone
| N° | Nome               | Ruolo | Data di nascita   | Squadra               |
| -- | ------------------ | ----- | ----------------- | --------------------- |
| -  | Philippe Blain     | All   | 20 maggio 1960    | -                     |
| 1  | Yūji Nishida       | O     | 30 gennaio 2000   | JTEKT Stings          |
| 2  | Taishi Onodera     | C     | 27 febbraio 1996  | JT Thunders Hiroshima |
| 3  | Akihiro Fukatsu    | P     | 23 luglio 1987    | Sakai Blazers         |
| 4  | Kento Miyaura      | O     | 22 febbraio 1999  | Stal Nysa             |
| 5  | Tatsunori Ōtsuka   | S     | 5 novembre 2000   | Panasonic Panthers    |
| 6  | Akihiro Yamauchi   | C     | 30 novembre 1993  | Panasonic Panthers    |
| 8  | Masahiro Sekita    | P     | 20 novembre 1993  | JTEKT Stings          |
| 10 | Kentarō Takahashi  | C     | 8 febbraio 1995   | Toray Arrows          |
| 11 | Shoma Tomita       | S     | 20 giugno 1997    | Toray Arrows          |
| 12 | Ran Takahashi      | S     | 2 settembre 2001  | Padova                |
| 13 | Tomohiro Ogawa     | L     | 4 luglio 1996     | WolfDogs Nagoya       |
| 14 | Yūki Ishikawa      | S     | 11 dicembre 1995  | Powervolley Milano    |
| 18 | Hiroto Nishiyama   | O     | 4 marzo 2003      | Panasonic Panthers    |
| 20 | Tomohiro Yamamoto  | L     | 5 novembre 1994   | Sakai Blazers         |
| 21 | Motoki Eiro        | P     | 8 giugno 1996     | WolfDogs Nagoya       |
| 28 | Larry Ebadedan-Dan | C     | 18 agosto 2000    | Panasonic Panthers    |
| 30 | Masato Kai         | S     | 25 settembre 2003 | Senshu Daigaku        |

## Iran
| N° | Nome                       | Ruolo | Data di nascita   | Squadra             |
| -- | -------------------------- | ----- | ----------------- | ------------------- |
| -  | Behrouz Ataei              | All   | 5 agosto 1970     | Haraz Amol          |
| 1  | Mahdi Jelveh               | C     | 21 maggio 2001    | Mizan Khorasan      |
| 6  | Mohammad Mousavi           | C     | 22 agosto 1987    | Mizan Khorasan      |
| 8  | Mohammad Hazratpour        | L     | 31 marzo 1999     | Paykan              |
| 9  | Mohammadreza Moazzen       | L     | 20 settembre 1991 | Shahdab Yazd        |
| 10 | Amin Esmaeilnezhad         | O     | 19 dicembre 1997  | PAS Gorgan          |
| 12 | Amirhossein Esfandiar      | S     | 24 gennaio 1999   | Ural                |
| 13 | Ali Ramezani               | P     | 5 maggio 1998     | Haraz Amol          |
| 14 | Mohammad Manavinezhad      | S     | 27 novembre 1995  | Jakarta Bhayangkara |
| 16 | Ali Hajipour               | O     | 1º luglio 2001    | Haraz Amol          |
| 17 | Meisam Salehi              | S     | 17 novembre 1998  | Shahdab Yazd        |
| 18 | Mohammad Vadi              | P     | 10 ottobre 1989   | Paykan              |
| 19 | Poriya Khanzadeh           | S     | 1º luglio 2004    | Haraz Amol          |
| 20 | Shahrooz Homayounfarmanesh | S     | 18 dicembre 1989  | Shahdab Yazd        |
| 21 | Arman Salehi               | L     | 29 ottobre 1992   | PAS Gorgan          |
| 22 | Armin Afshin Far           | S     | 10 aprile 1998    | Paykan              |
| 23 | Bardia Saadat              | O     | 12 febbraio 2002  | Türşad              |
| 24 | Javad Karimisouchelmaei    | P     | 1º marzo 1998     | EEFA                |
| 27 | Mohammad Valizadeh         | C     | 31 maggio 2001    | Shahdab Yazd        |
| 49 | Morteza Sharifi            | S     | 27 maggio 1999    | Galatasaray         |
| 77 | Ehsan Daneshdoust          | S     | 1º gennaio 2000   | Haraz Amol          |

## Italia
| N° | Nome                   | Ruolo | Data di nascita   | Squadra            |
| -- | ---------------------- | ----- | ----------------- | ------------------ |
| -  | Ferdinando De Giorgi   | All   | 10 ottobre 1961   | -                  |
| 2  | Paolo Porro            | P     | 27 ottobre 2001   | Powervolley Milano |
| 3  | Marco Falaschi         | P     | 18 settembre 1987 | Taranto            |
| 5  | Alessandro Michieletto | S     | 5 dicembre 2001   | Trentino           |
| 6  | Simone Giannelli       | P     | 9 agosto 1996     | Sir Safety Perugia |
| 7  | Fabio Balaso           | L     | 20 ottobre 1995   | Lube               |
| 8  | Riccardo Sbertoli      | P     | 23 maggio 1998    | Trentino           |
| 9  | Francesco Recine       | S     | 7 febbraio 1999   | You Energy         |
| 10 | Leonardo Scanferla     | L     | 4 dicembre 1998   | You Energy         |
| 11 | Davide Gardini         | S     | 11 febbraio 1999  | Padova             |
| 12 | Mattia Bottolo         | S     | 3 gennaio 2000    | Lube               |
| 13 | Lorenzo Cortesia       | C     | 26 settembre 1999 | Verona             |
| 14 | Gianluca Galassi       | C     | 24 luglio 1997    | Milano             |
| 15 | Daniele Lavia          | S     | 4 novembre 1999   | Trentino           |
| 16 | Yuri Romanò            | O     | 26 luglio 1997    | You Energy         |
| 17 | Simone Anzani          | C     | 24 febbraio 1992  | Lube               |
| 18 | Fabrizio Gironi        | S     | 18 marzo 2000     | You Energy         |
| 19 | Roberto Russo          | C     | 23 febbraio 1997  | Sir Safety Perugia |
| 20 | Tommaso Rinaldi        | S     | 9 novembre 2001   | Modena             |
| 21 | Alessandro Piccinelli  | L     | 30 gennaio 1997   | Sir Safety Perugia |
| 25 | Marco Vitelli          | C     | 4 aprile 1996     | Powervolley Milano |
| 26 | Filippo Federici       | L     | 26 dicembre 2000  | Milano             |
| 27 | Edoardo Caneschi       | C     | 26 gennaio 1997   | You Energy         |
| 28 | Giovanni Sanguinetti   | C     | 14 aprile 2000    | Modena             |
| 29 | Giulio Magalini        | S     | 14 agosto 2001    | Verona             |
| 30 | Leandro Mosca          | C     | 5 settembre 2000  | Verona             |
| 31 | Lorenzo Sala           | O     | 1º gennaio 2002   | Modena             |

## Paesi Bassi
| N° | Nome                 | Ruolo | Data di nascita   | Squadra            |
| -- | -------------------- | ----- | ----------------- | ------------------ |
| -  | Roberto Piazza       | All   | 29 gennaio 1968   | Powervolley Milano |
| 1  | Siebe Korenblek      | C     | 23 febbraio 2002  | Talent Team        |
| 2  | Wessel Keemink       | P     | 29 maggio 1993    | Karlovarsko        |
| 3  | Maarten van Garderen | S     | 24 gennaio 1990   | Emma Villas        |
| 4  | Thijs ter Horst      | S     | 18 settembre 1991 | KEPCO Vixtorm      |
| 5  | Luuc van der Ent     | C     | 27 luglio 1998    | Dürener            |
| 6  | Sil Meijs            | P     | 13 marzo 2002     | Dynamo Apeldoorn   |
| 7  | Gijs Jorna           | S     | 30 maggio 1989    | PAOK               |
| 8  | Fabian Plak          | C     | 23 luglio 1997    | Chaumont           |
| 12 | Bennie Tuinstra      | S     | 12 settembre 2000 | Ziraat Bankası     |
| 14 | Nimir Abdel-Aziz     | O     | 5 febbraio 1992   | Halkbank           |
| 16 | Wouter ter Maat      | O     | 7 maggio 1991     | Ziraat Bankası     |
| 17 | Michaël Parkinson    | C     | 23 novembre 1991  | Tours              |
| 18 | Robbert Andringa     | S     | 28 aprile 1990    | AZS Olsztyn        |
| 20 | Yannick Bak          | S     | 30 novembre 2001  | Dynamo Apeldoorn   |
| 22 | Twan Wiltenburg      | C     | 20 gennaio 1997   | ZAKSA              |
| 25 | Jasper Wijkstra      | S     | 29 aprile 2002    | Orion              |
| 30 | Niels Lipke          | L     | 20 dicembre 2002  | Dynamo Apeldoorn   |

## Polonia
| N° | Nome               | Ruolo | Data di nascita   | Squadra            |
| -- | ------------------ | ----- | ----------------- | ------------------ |
| -  | Nikola Grbić       | All   | 6 settembre 1973  | -                  |
| 2  | Jakub Szymański    | S     | 23 maggio 1998    | Katowice           |
| 3  | Jakub Popiwczak    | L     | 17 aprile 1996    | Jastrzębski Węgiel |
| 5  | Łukasz Kaczmarek   | O     | 29 giugno 1994    | ZAKSA              |
| 6  | Bartosz Kurek      | O     | 29 agosto 1988    | WolfDogs Nagoya    |
| 7  | Karol Kłos         | C     | 8 agosto 1989     | Skra Bełchatów     |
| 9  | Wilfredo León      | S     | 31 luglio 1993    | Sir Safety Perugia |
| 10 | Bartosz Bednorz    | S     | 25 luglio 1994    | ZAKSA              |
| 11 | Aleksander Śliwka  | S     | 24 maggio 1995    | ZAKSA              |
| 12 | Grzegorz Łomacz    | P     | 1º ottobre 1987   | Skra Bełchatów     |
| 13 | Sebastian Adamczyk | C     | 28 febbraio 1999  | Katowice           |
| 15 | Jakub Kochanowski  | C     | 17 luglio 1997    | Asseco Resovia     |
| 16 | Kamil Semeniuk     | S     | 16 luglio 1999    | Sir Safety Perugia |
| 17 | Paweł Zatorski     | L     | 21 giugno 1990    | Asseco Resovia     |
| 19 | Marcin Janusz      | P     | 31 luglio 1994    | ZAKSA              |
| 20 | Mateusz Bieniek    | C     | 5 aprile 1994     | Skra Bełchatów     |
| 21 | Tomasz Fornal      | S     | 31 agosto 1997    | Jastrzębski Węgiel |
| 22 | Karol Urbanowicz   | C     | 24 febbraio 2001  | Trefl Gdańsk       |
| 23 | Karol Butryn       | O     | 18 giugno 1993    | AZS Olsztyn        |
| 24 | Kamil Szymura      | L     | 29 gennaio 1999   | Cuprum Lubin       |
| 25 | Artur Szalpuk      | S     | 20 marzo 1995     | Projekt Warszawa   |
| 29 | Dawid Dulski       | O     | 1º novembre 2002  | Warta Zawiercie    |
| 30 | Bartłomiej Bołądź  | O     | 28 settembre 1994 | Trefl Gdańsk       |
| 41 | Kuba Hawryluk      | L     | 8 settembre 2003  | AZS Olsztyn        |
| 55 | Mikołaj Sawicki    | S     | 23 novembre 1999  | Trefl Gdańsk       |
| 72 | Mateusz Poręba     | C     | 13 marzo 1999     | Trefl Gdańsk       |
| 96 | Jan Firlej         | P     | 26 settembre 1996 | Projekt Warszawa   |
| 99 | Norbert Huber      | C     | 14 agosto 1998    | ZAKSA              |

## Serbia
| N° | Nome                   | Ruolo | Data di nascita  | Squadra               |
| -- | ---------------------- | ----- | ---------------- | --------------------- |
| -  | Igor Kolaković         | All   | 6 aprile 1965    | -                     |
| 2  | Uroš Kovačević         | S     | 6 maggio 1993    | Warta Zawiercie       |
| 3  | Milorad Kapur          | L     | 5 marzo 1991     | Partizan              |
| 4  | Veljko Mašulović       | S     | 2 ottobre 2002   | Spartak Subotica      |
| 5  | Milan Katić            | S     | 22 ottobre 1993  | Gazprom-Jugra         |
| 7  | Petar Krsmanović       | C     | 1º giugno 1990   | Vojvodina             |
| 8  | Marko Ivović           | S     | 22 dicembre 1990 | Dinamo-LO             |
| 10 | Miran Kujundžić        | S     | 19 giugno 1997   | Ślepsk Suwałki        |
| 11 | Aleksa Batak           | P     | 18 gennaio 2000  | Partizan              |
| 12 | Pavle Perić            | S     | 8 luglio 1998    | Fenerbahçe            |
| 13 | Vladimir Gajović       | C     | 10 agosto 2000   | Ribnica               |
| 15 | Nemanja Mašulović      | C     | 5 ottobre 1995   | ACH Volley            |
| 16 | Dražen Luburić         | O     | 2 novembre 1993  | Lokomotiv Novosibirsk |
| 17 | Miloš Krsteski         | L     | 24 febbraio 1993 | Ribnica               |
| 18 | Marko Podraščanin      | C     | 29 agosto 1987   | Trentino              |
| 19 | Dušan Petrović         | C     | 9 ottobre 2000   | Partizan              |
| 21 | Vuk Todorović          | P     | 23 aprile 1998   | ACH Volley            |
| 23 | Božidar Vučićević      | O     | 9 dicembre 1998  | Spor Toto             |
| 29 | Aleksandar Nedeljković | C     | 27 ottobre 1997  | Friedrichshafen       |

## Slovenia
| N° | Nome             | Ruolo | Data di nascita  | Squadra            |
| -- | ---------------- | ----- | ---------------- | ------------------ |
| -  | Gheorghe Crețu   | All   | 8 agosto 1968    | -                  |
| 2  | Alen Pajenk      | C     | 23 aprile 1986   | Olympiakos         |
| 3  | Uroš Planinšič   | P     | 9 maggio 1998    | Kamnik             |
| 4  | Jan Kozamernik   | C     | 24 dicembre 1995 | Asseco Resovia     |
| 5  | Matej Kök        | S     | 11 dicembre 1996 | ACH Volley         |
| 6  | Urban Toman      | L     | 21 ottobre 1997  | Budva              |
| 8  | Rok Bračko       | S     | 21 aprile 2004   | Maribor            |
| 10 | Sašo Štalekar    | C     | 3 maggio 1996    | Charlottenburg     |
| 11 | Danijel Koncilja | C     | 4 settembre 1990 | ACH Volley         |
| 13 | Jani Kovačič     | L     | 14 giugno 1992   | ACH Volley         |
| 14 | Žiga Štern       | S     | 2 gennaio 1994   | Friedrichshafen    |
| 16 | Gregor Ropret    | P     | 1º marzo 1989    | Sir Safety Perugia |
| 17 | Tine Urnaut      | S     | 3 settembre 1988 | JTEKT Stings       |
| 18 | Klemen Čebulj    | S     | 21 febbraio 1992 | Asseco Resovia     |
| 19 | Rok Možič        | S     | 17 gennaio 2002  | Verona             |
| 20 | Nik Mujanović    | O     | 14 ottobre 2004  | Kamnik             |

## Stati Uniti
| N° | Nome               | Ruolo | Data di nascita   | Squadra               |
| -- | ------------------ | ----- | ----------------- | --------------------- |
| -  | John Speraw        | All   | 18 ottobre 1971   | UC Los Angeles        |
| 1  | Matthew Anderson   | S     | 18 aprile 1987    | Zenit San Pietroburgo |
| 2  | Aaron Russell      | S     | 4 giugno 1993     | JT Thunders Hiroshima |
| 4  | Jeffrey Jendryk    | C     | 15 settembre 1995 | LKPS                  |
| 5  | Kyle Ensing        | O     | 6 marzo 1997      | Saint-Nazaire         |
| 8  | Torey DeFalco      | S     | 10 aprile 1997    | Asseco Resovia        |
| 9  | Jake Hanes         | O     | 3 maggio 1998     | Bielsko-Bialskie      |
| 10 | Kyle Dagostino     | L     | 18 maggio 1995    | Nice                  |
| 11 | Micah Christenson  | P     | 8 maggio 1993     | Zenit-Kazan           |
| 12 | Maxwell Holt       | C     | 12 marzo 1987     | Beijing               |
| 14 | Micah Maʻa         | P     | 14 giugno 1997    | Halkbank              |
| 15 | Kyle Russell       | O     | 25 agosto 1993    | Arago de Sète         |
| 16 | Joshua Tuaniga     | P     | 18 marzo 1997     | AZS Olsztyn           |
| 17 | Thomas Jaeschke    | S     | 4 settembre 1993  | Halkbank              |
| 18 | Garrett Muagututia | S     | 26 febbraio 1988  | Jakarta Bhayangkara   |
| 19 | Taylor Averill     | C     | 5 marzo 1992      | AZS Olsztyn           |
| 20 | David Smith        | C     | 15 maggio 1985    | ZAKSA                 |
| 22 | Erik Shoji         | L     | 24 agosto 1989    | ZAKSA                 |
| 23 | Cody Kessel        | S     | 3 dicembre 1991   | Charlottenburg        |